# Gastrolobium brevipes
Gastrolobium brevipes är en ärtväxtart som beskrevs av Michael Douglas Crisp. Gastrolobium brevipes ingår i släktet Gastrolobium och familjen ärtväxter. IUCN kategoriserar arten globalt som livskraftig. Inga underarter finns listade i Catalogue of Life.